# John Pope-Hennessy

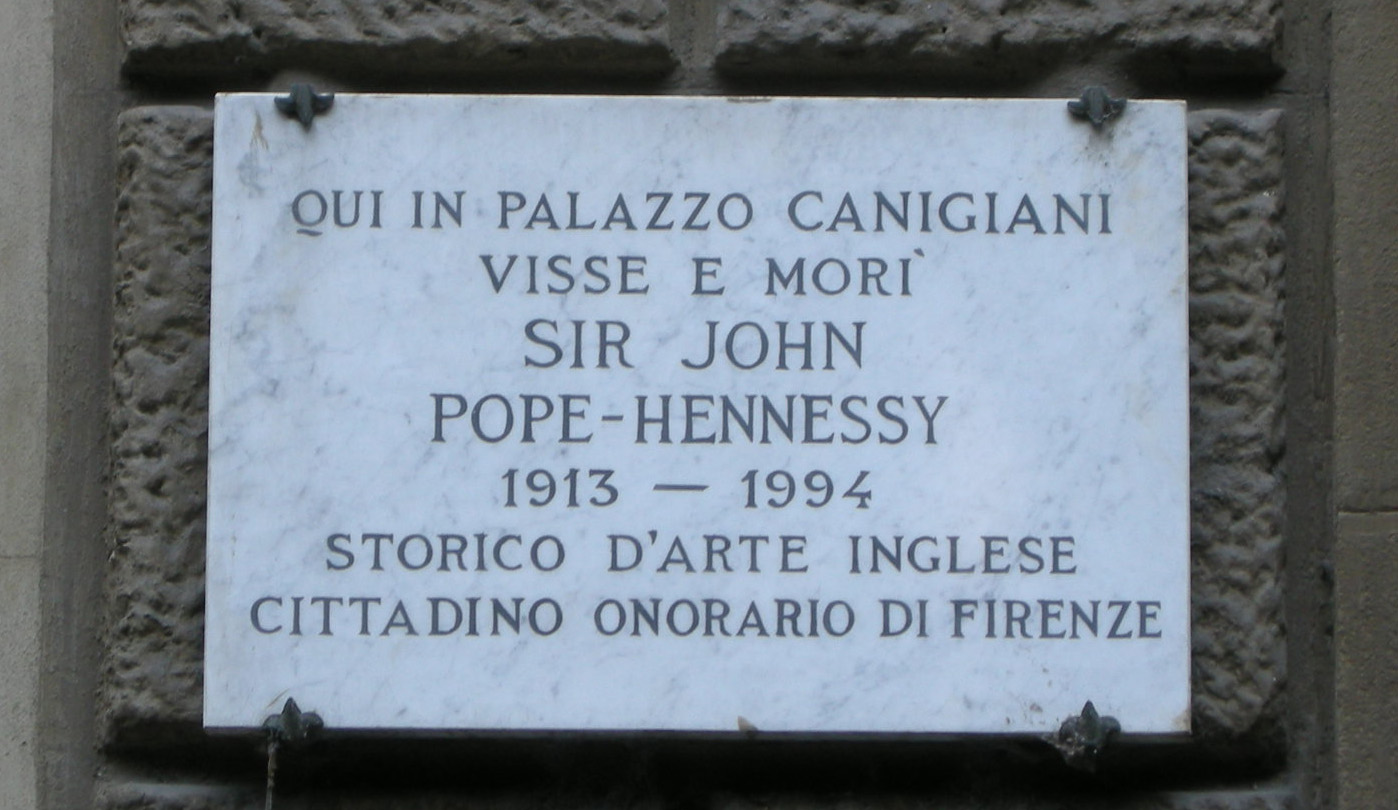
Placa commemorativa al Ciutadà Honorari col·locada a l'edifici on va viure i va morir John Pope-Hennessy a Florència

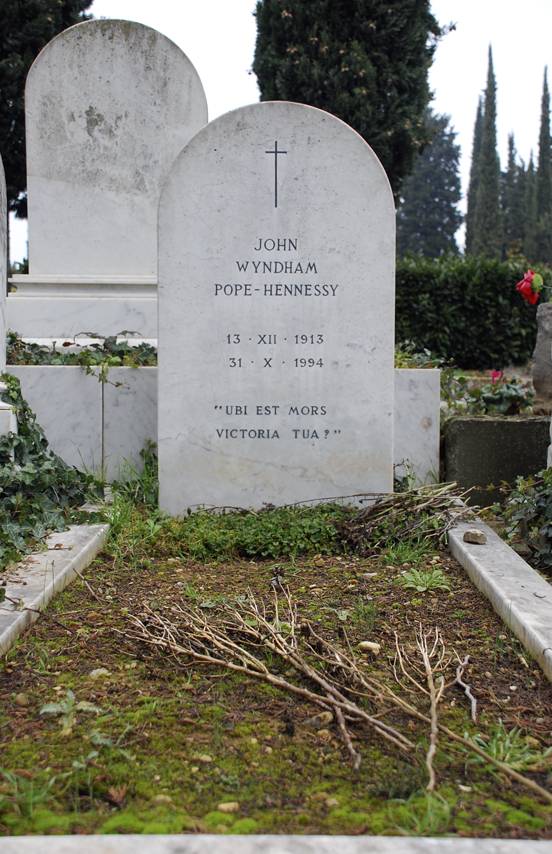
Tomba de John Pope-Hennessy a Florència

John Pope-Hennessy (1913-1994) fou un historiador de l'art d'origen anglès, el qual dirigí el Victoria and Albert Museum entre els anys 1967 i 1973, i el Museu Britànic entre el 1974 i el 1976.
Les nombroses publicacions de Pope-Hennessy el van convertir possiblement en el degà dels escriptors anglesos dins de l'àmbit del Renaixement italià. Cal esmentar-ne la magistral An Introduction to Italian Sculpture en tres volums (tots tres foren publicats més tard en edicions revisades), Italian Gothic Sculpture (1955), Italian Renaissance Sculpture (1958) i Italian High Renaissance and Baroque Sculpture (1963). A més publicà una edició de l'Autobiografia de Benvenuto Cellini (1949), i treballs monogràfics sobre Giovanni di Paolo (1937), Sassetta (1939), Paolo Uccello (1950, revisat el 1972), Fra Angelico (1952, revisat el 1974), Raffaello Sanzio (1970), Luca della Robbia (1980) i Benvenuto Cellini (1985).
Entre les moltes disticions que va rebre cal destacar el nomenament de ciutadà honorífic de Siena (1982) i el Premi Galileo (1986), atorgat anualment per les contribucions meritòries a la cultura italiana.

## Obres selectes de John Pope-Hennessy
- Sienese Quattrocento Painting. Londres: Phaidon Oxford, 1947.
- The Drawings of Domenichino in the Collection of His Majesty the King at Windsor Castle. Londres: Phaidon Press, 1948.
- Catalogue of Italian Sculpture in the Victoria and Albert Museum. Londres, 1964. ISBN 9780786257218.
- Essays on Italian Sculpture. Phaidon Press Ltd, 1968. ISBN 9780714813271.
- Collins Encyclopedia of Antiques. Collins, 1973. ISBN 9780004350226.
- Fra Angelico. Phaidon Press Ltd, 1974. ISBN 9780714813851.
- Raphael (The Wrightsman Lectures, Delivered Under the Auspices of the New York University Institute of Fine Arts). Joanna Cotler Books, 1979. ISBN 9780064300933.
- The Portrait in the Renaissance. Princeton University Press, 1979. ISBN 9780691018256.
- (Amb John Wyndham) Luca Della Robbia. Cornell University Press, 1980. ISBN 9780801412561.
- The Study and Criticism of Italian Sculpture. Nova York: Metropolitan Museum of Art, 1980. ISBN 9780870992391.
- Italian Gothic Sculpture: An Introduction to Italian Sculpture. Phaidon Press Ltd, 1986. ISBN 9780714824154.
- Italian Renaissance Sculpture (Introduction to Italian Sculpture). Phaidon Press Ltd, 1986. ISBN 9780714824161.
- Learning to look. Nova York: Doubleday, 1991. ISBN 9780385261418.
- The Piero Della Francesca Trail (Walter Neurath Memorial Lectures). Thames & Hudson Ltd, 1993. ISBN 9780500277034.
- On Artists and Art Historians. Selected Book-Reviews of John Pope-Hennessy. Florència: Olschki, 1994. ISBN 9788822241917.